# Diethard (Osnabrück)
Diethard (auch Dethard, Detmar, Thiethard; † 1137) war von 1119 bis 1137 Bischof von Osnabrück.

## Leben
Er war Dompropst in Osnabrück. Nach dem Tod seines Vorgängers mitten im sächsischen Aufstand von Lothar von Süpplingenburg wurde Diethard unter dem Schutz der Aufständischen kanonisch gewählt. Kaiser Heinrich V. ernannte dagegen den Dompropst von Hildesheim Conrad zum Bischof. Friedrich der Streitbare von Arnsberg, der zu dieser Zeit auf der Seite des Kaisers war, bekämpfte Diethard. Die Auseinandersetzung dauerte fünf Jahre und endete mit dem Sieg Diethards.
Später bewegte er sich im Umfeld des späteren Kaisers Lothar. Im Jahr 1126 war er bei der Versammlung in Straßburg anwesend, auf der es um die Streitigkeiten um das Bistum Würzburg ging. Er diente König Lothar III. auch am 8. März 1129 in Duisburg als Zeuge. Im Jahr 1133 gehörte er dem Hofgericht an, von dem Papst Anaklet II. geächtet wurde.